# Rivière Noire (vattendrag i Kanada, Québec, lat 45,55, long -72,96)
Rivière Noire är ett vattendrag i Kanada.   Det ligger i provinsen Québec, i den sydöstra delen av landet, 210 km öster om huvudstaden Ottawa.
Trakten runt Rivière Noire består till största delen av jordbruksmark. Runt Rivière Noire är det ganska glesbefolkat, med 31 invånare per kvadratkilometer.